# Надроссянська сільська рада
Надроссянка сільська рада (до 2017 року — Чапаєвська) — орган місцевого самоврядування у Погребищенському районі Вінницької області з адміністративним центром у с. Надросся.

## Населені пункти
Сільській раді підпорядковані населені пункти:
- с. Надросся
- с. Булаї

## Склад ради
Рада складається з 14 депутатів та голови.

## Керівний склад сільської ради
| ПІБ                           | Основні відомості                                                                       | Дата обрання | Дата звільнення |
| ----------------------------- | --------------------------------------------------------------------------------------- | ------------ | --------------- |
| Поліщук Олександр Миколайович | Сільський голова, 1974 року народження, освіта, безпартійний                            | 26.03.2006   | 31.10.2010      |
| Поліщук Олександр Миколайович | Сільський голова, 1974 року народження, освіта середня спеціальна, член народної партії | 31.10.2010   |                 |

Примітка: таблиця складена за даними джерела